# Servomotor

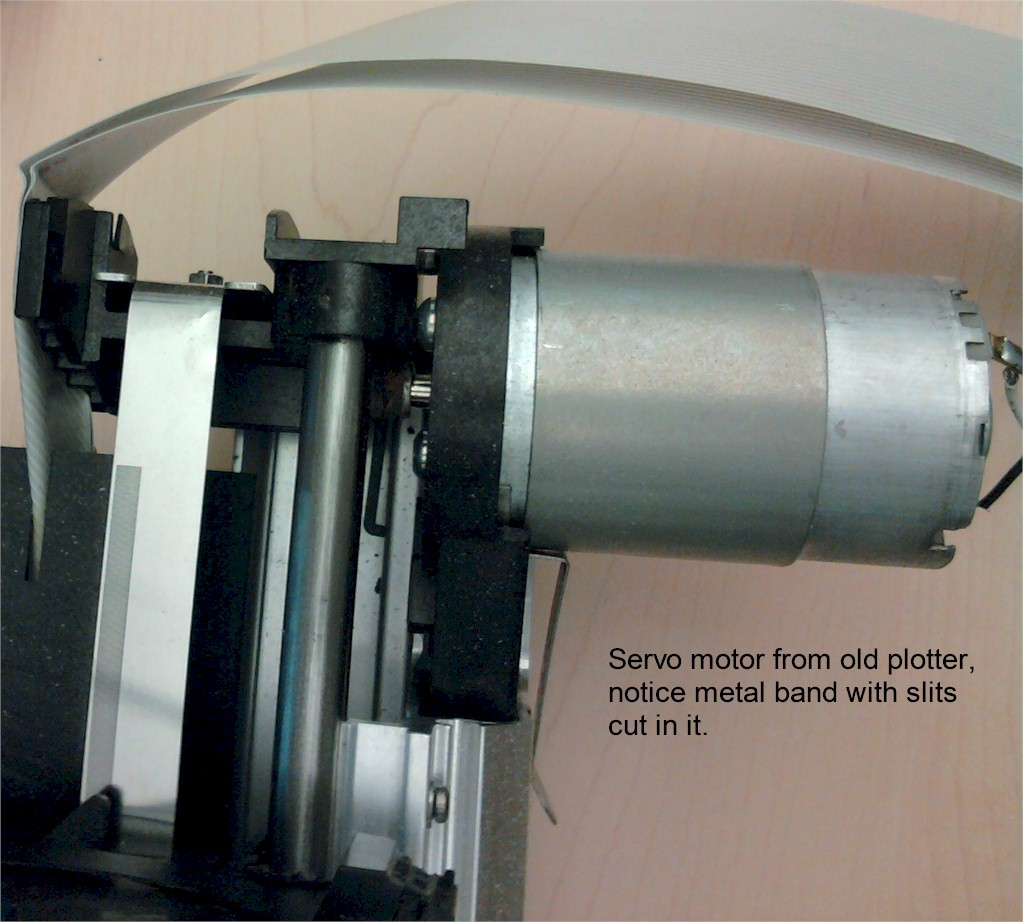
Servomotor-Baugruppe, integriert in einen Plotter

Als Servomotor werden spezielle Elektromotoren bezeichnet, die die Kontrolle der Winkelposition ihrer Motorwelle sowie der Drehgeschwindigkeit und Beschleunigung erlauben. Sie bestehen aus einem Elektromotor, der zusätzlich mit einem Sensor zur Positionsbestimmung ausgestattet ist. Die vom Sensor ermittelte Drehposition der Motorwelle wird kontinuierlich an eine meist außerhalb des eigentlichen Motors angebrachte Regelelektronik übermittelt, den so genannten Servoregler, der die Bewegung des Motors entsprechend einem oder mehreren einstellbaren Sollwerten – wie etwa Soll-Winkelposition der Welle oder Solldrehzahl – in einem Regelkreis regelt.
Ein elektrischer Schrittmotor kann ebenso gezielt gesteuert werden, durch den Verzicht auf Sensorik und Regelkreis hat er jedoch insbesondere bei hohen Lasten diverse Nachteile gegenüber dem Servomotor.

## Beschreibung
Die Kombination aus Servomotor und Servoregler bildet zusammen den Servoantrieb. Servomotoren werden in einem geschlossenen Regelkreis betrieben. Der Betrieb kann momenten-, geschwindigkeits- oder positionsgeregelt sein. Kombinationen sind durch die Schachtelung der Regelkreise möglich. Dies ermöglicht eine Anpassung an verschiedenste Anwendungen.
Der Begriff Servomotor kommt von seinem früheren Einsatzgebiet als Hilfsantrieb (servus lat. Diener) und beschreibt im Gegensatz zu Motorbezeichnungen wie DC-Motor oder Induktionsmotor kein physikalisches Wirkungsprinzip. Ein Servoantrieb kann einen Gleichstrommotor, einen Asynchronmotor oder einen Synchronmotor, also jede Art Elektromotor enthalten. Die Unterscheidung zu anderen Motoren liegt also nicht im Motor selbst, sondern allein in ihrer Ansteuerung, die in einem geschlossenen Regelkreis betrieben wird (im Gegensatz etwa zum Schrittmotor oder zum Zuschaltbetrieb am Drehstromnetz wie beispielsweise bei der Stern-Dreieck-Schaltung).

## Arten von Servomotoren
Es existieren diverse Varianten von Servomotoren, darunter Wechselstrom- (AC) und Gleichstrom- (DC) Servomotoren, bürstenlose Gleichstrommotoren (BLDC), sowie Synchron- und Asynchronmotoren. Jede Variante weist spezifische Merkmale und Anwendungsbereiche auf, die sich nach den Erfordernissen bezüglich Präzision, Geschwindigkeit und Drehmoment richten.
Übersicht der verschiedenen Typen von Servomotoren:
- AC-Servomotor: Diese Art von Motor nutzt Wechselstrom als Energiequelle und zeichnet sich durch hohe Leistung und Effizienz aus.
- DC-Servomotor: Betrieben mit Gleichstrom, findet dieser Motor insbesondere bei Anwendungen Anwendung, die eine hohe Anlaufdrehzahl und präzise Drehmomentkontrolle erfordern.
- BLDC-Servomotor: Bürstenlose Gleichstrommotoren sind aufgrund des Verzichts auf Bürsten, die verschleißen können, effizient und zuverlässig. Sie eignen sich besonders für Anwendungen mit hohen Anforderungen an Lebensdauer und geringer Wartung.
- Synchron- und Asynchron-Servomotoren: Synchronmotoren laufen synchron zur Frequenz des Versorgungsstroms und bieten präzise Geschwindigkeitskontrolle. Asynchronmotoren hingegen sind aufgrund ihrer Robustheit und Wirtschaftlichkeit in vielen industriellen Anwendungen weit verbreitet.

Jede dieser Servomotorvarianten hat ihre eigenen Vor- und Nachteile und findet in verschiedenen Anwendungsbereichen Verwendung, je nach den spezifischen Anforderungen der jeweiligen Anwendung.

## Aufbau und Funktionsweise
Zum genauen Erfassen der Rotorposition ist jeder Servomotor mit einer Messeinrichtung versehen, welche die aktuelle Position (z. B. den zurückgelegten Drehwinkel bezüglich einer Anfangsposition) des Motors bestimmt. Diese Messung erfolgt über einen Drehgeber, z. B. über einen Resolver, einen Inkrementalgeber oder einen Absolutwertgeber.
Die elektronische Regelung vergleicht das Signal dieses Gebers mit einem vorgegebenen Positions-Sollwert. Liegt eine Abweichung vor, so wird der Motor in diejenige Richtung gedreht, die einen geringeren Verfahrweg zum Sollwert sicherstellt. Dies führt dazu, dass sich die Abweichung verringert. Die Prozedur wiederholt sich solange, bis der aktuelle Wert inkrementell oder via Approximation innerhalb der Toleranzgrenzen des Sollwerts liegt. Dies ist der einfachste Fall der Positionsregelung. Alternativ können über dieses Prinzip auch Drehmoment und Geschwindigkeit geregelt werden. Dadurch sind zum Beispiel gleichmäßige Fahrprofile bei schwankenden Lasten möglich.
Bei Synchron- oder Asynchronmotoren wird gewöhnlich unterhalb des Positions- und Geschwindigkeitsreglers ein Vektorregler zur Einprägung des Drehmoments eingesetzt.

## Anwendungsgebiete
Servomotoren besitzen eine Vielzahl von Anwendungsfeldern. Sie werden häufig in industriellen Anlagen verwendet, aber auch in diversen Maschinen, etwa in Werkzeugmaschinen, Verpackungsmaschinen oder Industrierobotern.
Servomotoren findet man auch in Servos, wie sie etwa im Modellbau in ferngesteuerten Fahrzeug-, Flug- oder Schiffsmodellen eingesetzt werden. Allerdings können in einem Servo auch andere Motortypen verbaut sein. Im allgemeinen Sprachgebrauch werden jedoch der „Servo“ und der „Servomotor“ miteinander verwechselt.
Aufgrund ihrer höheren Zuverlässigkeit im Vergleich zu Drehspulinstrumenten werden Servomotoren auch in Anzeigegeräten des Flugwesens und des Militärs eingesetzt.
Für den Anschluss sowie für die Integration in Prozessrechner-Peripherien werden Servomotoren auch in Modulen mit Feldbus-Schnittstellen angeboten. Derartige Module werden bereits seit Jahren mit der Feldbusschnittstelle CANopen nach Kommunikationsprofil DS 301 und Geräteprofil DSP 402 offeriert. Sie sind dazu bestimmt, für die Automatisierung als Kompaktantriebe zu fungieren. (Funktionsbausteine, die einer Soft-SPS im Prozessrechner nachgeschaltet werden, übernehmen in solchen Fällen die Regelung der Motoren.) DC-Servomotoren werden unter anderem auch mit dem Profibus DP Interface nach dem PROFIdrive-Profil ausgestattet. Solche Motoren stehen mit Abgabeleistungen von etwa 40 bis 500 W zur Verfügung. Sie decken damit ausschließlich den Kleinleistungsbereich ab.